# رامون كامبوس
رامون كامبوس سايز (بالإسبانية: Ramón Campos Sáez) هو كاتب سيناريو ومنتج منغاليسيا ولد في نويا عام 1975.